# 346
Правління синів Костянтина Великого у Римській імперії. Імперія розділена на Східну Римську імперію, де править Констанцій II, і Західну Римську імперію, де править Констант. У Китаї правління династії Цзінь. В Індії починається період імперії Гуптів. В Японії триває період Ямато. У Персії править династія Сассанідів.
На території лісостепової України Черняхівська культура. У Північному Причорномор'ї готи й сармати.

## Події
- Імператор Констант домігся повернення Афанасія Великого на посаду патріарха в Александрії.
- Павло Ісповідник повернувся на посаду патріарха в Константинополі.
- Ульфіла навернув вестготів до аріанства.

## Померли
- Пахомій Великий